# Comuna Logofteni, Fălești
Comuna Logofteni este o comună din raionul Fălești, Republica Moldova. Este formată din satele Logofteni (sat-reședință) și Moldoveanca.

## Demografie
Conform datelor recensământului din 2014, comuna are o populație de 1.137 de locuitori. La recensământul din 2004 erau 1.450 de locuitori.

## Administrație și politică
Componența Consiliului local Logofteni (9 consilieri), ales la 5 noiembrie 2023, este următoarea:
|  | Partid                                       | Consilieri | Componență | Componență | Componență | Componență | Componență | Componență |
|  | -------------------------------------------- | ---------- | ---------- | ---------- | ---------- | ---------- | ---------- | ---------- |
|  | Partidul Socialiștilor din Republica Moldova | 6          |            |            |            |            |            |            |
|  | Candidat independent MARIN BOGHIU            | 1          |            |            |            |            |            |            |
|  | Candidat independent NICOLAI BURLACU         | 1          |            |            |            |            |            |            |
|  | Partidul „Renaștere”                         | 1          |            |            |            |            |            |            |